# لامارکوس آلدریج
لامارکوس آلدریج (به انگلیسی: LaMarcus Nurae Aldridge) متولد ۱۹ ژوئیه ۱۹۸۵، دالاس، تگزاس، بسکتبالیست حرفه‌ای آمریکایی مسابقات ان‌بی‌ای است.
او در قرعه‌کشی سال ۲۰۰۶ در رتبه دوم توسط شیکاگو بولز انتخاب، و با پورتلند معاوضه گردید و کاپیتان تیم پورتلند تریلبلیزرز شد.
از سال ۲۰۱۵ تا کنون با تیم سن انتونیو اسپرز بوده است.